# Концертні тури Queen

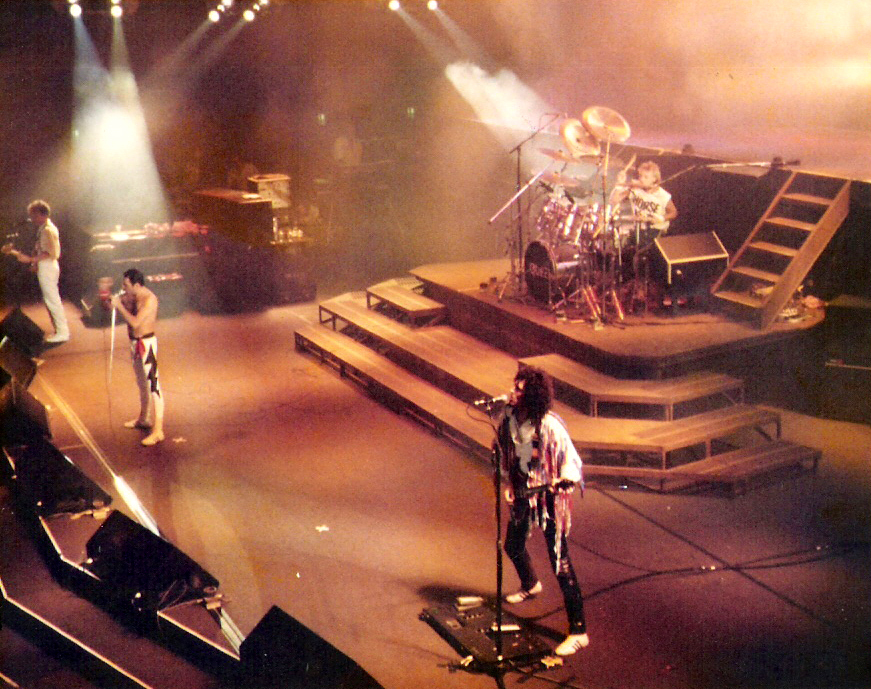
«Queen» на концерті у Франкфурті, Німеччина, під час «The Works Tour», 1984 рік

Британський рок-гурт «Queen» прославився своїм розмаїтим музичним стилем. Їхні великі звукові системи, освітлювальні установки, інноваційна піротехніка та екстравагантні костюми часто надавали концертам театральності. Такі артисти, як Боб Гелдоф, Джордж Майкл, Девід Бові і Роббі Вільямс, висловлювали захоплення сценічним образом фронтмена Фредді Мерк'юрі.
Деякі пісні, як-от «We Will Rock You» і «We Are the Champions», «Queen» написали з метою залучити до виступу слухачів. Пісня «Radio Ga Ga» спонукала аудиторію до синхронного рукоплескання (вперше цей елемент з'явився у відеокліпі на цю пісню, а винайшов його режисер Девід Маллет). Це вплинуло на виступ «Queen» у рамках концерту «Live Aid», що відбувся на стадіоні «Вемблі», де 72 000 глядачів голосно співали і плескали в долоні в унісон з Фредді Мерк'юрі. Згодом Channel 4 провів опитування, під час якого 60 музикантів, критиків та виконавчих директорів визнали виступ «Queen» на «Live Aid» найкращим живим шоу всіх часів.

## 1970-ті роки
За свою кар'єру «Queen» зіграли близько 700 концертів наживо, з яких приблизно дві третини припадають на 1970-ті роки. У їхніх ранніх виступах переважав хардрок, але згодом гурт розвинув помітно більш поп-орієнтоване звучання. На цих перших концертах з'явилося багато майбутніх візитівок гурту, хоча деякі з них простежуються до попередніх гуртів та творчих проєктів учасників гурту (наприклад, «Smile», «Ibex» і «Wreckage»).
Фредді Мерк'юрі часто одягався дуже яскраво і вів себе екстравагантно, а для більшого ефекту використовували сухий лід і різнокольорові вогні. Під час концертів Браян Мей і Роджер Тейлор зазвичай влаштовували імпровізовані, інструментальні інтерлюдії, а Мерк'юрі долучався до «підспівувань» аудиторії, тоді як Тейлор традиційно виконував одну пісню. Браян Мей і Джон Дікон співали бек-вокал. До інших візитівок належить мікрофон Мерк'юрі, що складався тільки з верхньої частини тримача без підставки (начебто Мер'юрі почав це робити ще коли був учасником гурту «Wreckage», і тоді випадково відламалася нижня частина тримача), рояль і саморобна електрогітара Мея «Red Special». Довге гітарне соло Мея показало його вміння використовувати ефект багаторазової затримки. Це допомагало створити багаторівневу оркестрову атмосферу. Зрідка «Queen» залучали до виступів музикантів, що не були учасниками гурту: найпомітнішим з них був клавішник Спайк Едні, що виступав з гуртом у 1980-х роках. Напів-неформальне попурі, яке складалося з рок-н-рольних пісень 1950-х років (особливо «Big Spender» і «Jailhouse Rock»), також було стрижнем виступів і зазвичай було основою виконання на біс. Логотип гурту, який розробив Мерк'юрі незадовго до виходу першого альбому, складався зі знаків зодіаків учасників гурту і зазвичай відображався на лицьовій стороні бас-барабана Тейлора під час їхніх ранніх турів. Деякі сценічні костюми, які одягали Мерк'юрі і Мей у ранніх турах, і під час кількох наступних турів, створила модельєрка Зандра Родс.
Тривалість концерту і список пісень для кожного виступу «Queen» значно збільшилися за час їхньої кар'єри, і в підсумку виступи тривали понад дві години. На концертах «Queen» виконували більшість пісень, що містилися на їхніх студійних альбомах. Багато з концертів (особливо під час гастролей у 1970-х роках) було записано на відеокасету. Прикладами цього можуть бути виступи у «Rainbow Theatre» (1974), «Hammersmith Odeon» (1975, 1979), «Hyde Park» (1976), « Earls Court » (1977), «The Summit». Дотепер офіційно випущено два концертні відео з тих часів, а саме концерт в листопаді 1974 року у «Rainbow» і концерт в переддень Різдва 1975 року у «Hammersmith Odeon». Існують кадри з інших виступів 1970-х років, особливо з Японії у 1975/1976 роках та Європи у 1978/1979 роках.
Ліза Марі Преслі ствердила, що перший рок-концерт, який вона відвідала, відбувся наприкінці 1970-х років, коли «Queen» виступали в Лос-Анджелесі. Після концерту вона подарувала Мерк'юрі шарф, що належав її покійному батькові Елвісу Преслі.

### Queen — Queen II Tours
З виходом перших двох альбомів «Queen» і «Queen II», гурт почав виступати наживо, і продовж 1970-х років загалом дотримувався традиційного циклу «альбом-тур». На початку 1970-х років ранній «Queen» зіграв безліч концертів у Лондоні та його околицях, однак існують свідчення, що перший виступ гурту (тоді ще під назвою «Smile») відбувся 27 червня 1970 року в місті Труро (Англія). Першим важливим кроком гурту на шляху до визнання їх концертів стали виступи «Queen» на розігріві гурту «Mott the Hoople» під час його британського туру. Глядачі завжди захоплено сприймали виступи «Queen». Як наслідок, «Mott the Hoople» запросив «Queen» виступати на розігріві під час його гастролей по США. Під час цих гастролей музикантам випала нагода відточити свої виступи на сцені перед великим натовпом глядачів, випробувати різні пісні та аранжування й отримати цінний досвід роботи з сучасними системами освітлення та звуку. Дружні стосунки між «Mott the Hoople» й «Queen» і досі залишаються міцними. Пісню «Queen» «Now I'm Here» Браян Мей присвятив «Mott The Hoople».
Вокаліст шотландського гурту «Simple Minds» Дим Керр вперше побачив «Queen», коли вони виступали на розігріві для «Mott the Hoople» під час британського туру 1974 року. На вечірці, присвяченій випуску альбому «Innuendo», Керр сказав, що «Queen» "знесли Hoople зі сцени!". Такої ж думки був гітарист Річі Самбора з гурту «Bon Jovi», який був свідком того, як «Queen» тричі виступали на розігріві для «Mott the Hoople» в Нью-Йорку у 1974 році, ствердивши, що вони були «абсолютно фантастичними», і що він «ніколи не забував» цих виступів. У цьому ж турі по США, на концерті в Пенсильванії, взяв участь тоді ще маловідомий гурт «Aerosmith», який перебував на тій же стадії становлення кар'єри, що й гурт «Queen».

### Sheer Heart Attack Tour
Тур на підтримку альбому «Sheer Heart Attack» 1974 року найбільш примітний фанатичним хвилюванням публіки, особливо в Японії, попри те, що значну кількість виступів було скасовано через проблеми зі здоров'ям Брана Мея. Досвід гурту під час японського етапу гастролей так вразив Мерк'юрі, що іноді він одягав кімоно на сцені під час виходу на біс на концертах в інших країнах. Під час цього туру вперше наприкінці концерту музиканти виконали національний гімн Великої Британії «Боже, бережи королеву». А ще вони вперше застосували піротехніку (під час виконання пісні «In the Lap of the Gods... Revisited»), що зробило «Queen» одним з перших гуртів, який експериментував з цим живим ефектом. Для легкого гумору і новизни, Дікон іноді грав одну ноту на трикутнику, Мерк'юрі робив ковток шампанського, а Мей грав кілька акордів на гавайській гітарі. Пісня «Liar», яка часто звучала понад 8 хвилин, була яскравою подією для багатьох шанувальників, майже завжди зажаданою аудиторією. Під час виконання пісні «Keep Yourself Alive» Мерк'юрі відчайдушно тряс бубоном і найчастіше кидав його в натовп. 19-20 листопада 1974 року «Queen» знімалися на відео під час виступу в театрі «Rainbow» в Лондоні. Цей виступ часто розцінюють як демонстрацію «Queen» поєднання своїх примітних головних вокалів, ритм-секцій і бек-гармоній, а також багатого гітарного тону, характерного для текстурованого живого звучання гурту. Ці якості особливо очевидні у виконанні пісень «Liar» і «Stone Cold Crazy». Крім того, у титрах відео «Live At The Rainbow» Джона Дікона підписали «бас-гітара, вокал, трикутник», тому, що він співав під час виконання «Liar».

### A Night at the Opera Tour
Тур на підтримку альбому «A Night at the Opera» 1975/76 років збігся з виходом пісні «Bohemian Rhapsody», яка домінувала в чартах синглів, і гурт тричі виконував її фрагменти впродовж звичного виступу. Це було цілком доречним, враховуючи пристрасні зусилля гурту з просування синглу «Bohemian Rhapsody» на радіо; концерт відкрився записаним Кенні Евереттом вступом, за яким грала оперна частина, під час якої гурт чекав часу свого виконання. Після цього грали секцію хард-року, яка зазвичай приводила до виконання пісні «Ogre Battle». Перші два куплети і завершальну баладу виконували пізніше в концерті, як частину попурі з піснями «Killer Queen», «March of the Black Queen», а іноді й «You're My Best Friend». Такий порядок пісень дозволяв гуртові уникнути логістичної плутанини виконання всієї «Bohemian Rhapsody» наживо, в результаті чого вони могли дозволити собі просте програвання оперної секції зі стрічки. Більшу частину так званого «концерту в переддень Різдва» транслювали на «Old Grey Whistle Test» — телевізійному музичному шоу на каналі «BBC 2». В кінці багатьох концертів Мерк'юрі кидав в зал троянди або гвоздики.

### Summer 1976
«Queen» зіграли чотири концерти під час короткого туру Великою Британією у вересні 1976 року. 1 і 2 вересня вони виступили в Единбурзі. Концерт у Кардіффі 10 вересня став другим і останнім у цьому місті після попереднього туру 1975 року.
Останній виступ «Queen» у 1976 році відбувся 18 вересня в Гайд-парку. То був безплатний виступ, що зібрав близько 180 000 глядачів. Його організував підприємець Річард Бренсон.
Існує кілька доступних аудіоджерел виступу у Гайд-парку, зокрема джерело з магнітофона-приставки. Єдиний інший концерт цього туру з доступним аудіо — це другий единбурзький концерт, у якому опубліковано запис із залу.
У цьому турі відбулося дебютне виконання пісень «You Take My Breath Away» і «Tie Your Mother Down» («Tie Your Mother Down» не грали в Гайд-парку через обмежений час), приблизно за 3 місяці до виходу альбому «A Day at the Races».

### A Day at the Races Tour
Тур на підтримку альбому «A Day at the Races» 1977 року містив перші акустичні або «відключені» (тобто, без використання електроінструментів) виконання пісень (наприклад, «'39»). Незадовго до виходу альбому гурт зіграв кілька британських концертів, де вони виконали кілька треків перед офіційним релізом. Потім був безплатний концерт в Гайд-парку в Лондоні, який збігся з річницею смерті Джимі Гендрікса. Під час туру гурт відкривав свої концерти піснею «Tie Your Mother Down», яка стала стандартною піснею відкриття або закриття у наступних турах. Гурт також прийняв те, що стало стандартним аранжуванням для «Bohemian Rhapsody» у цьому турі: виконавши перші два куплети на сцені, потім, під час відтворення оперного розділу з використанням системи PA (електронна система, що складається з мікрофонів, підсилювачів, гучномовців), вони залишали сцену, і, нарешті, повертались на сцену, щоб зіграти до кінця хард-рокову секцію. В цей час «Queen» вперше почали експериментувати з рухомими та нахильними освітлювальними установками, що вимагало певної, небаченої до цього на їхніх виступах, механічної системи. Під час етапу туру «Queen» по США, вони двічі виступали з гуртом «Thin Lizzy», в результаті чого, їх виступи були помітно «важчими» у музичному плані. Це був також перший тур по США, в якому Queen виступили в легендарному «Madison Square Garden» в Нью-Йорку. Деякі з трико Мерк'юрі були натхненні сценічними костюмами легендарного артиста балету Вацлава Ніжинського. Знімання цього концерту в «Earls Court» в Лондоні залишається фаворитом серед багатьох давніх шанувальників гурту. Це був останній тур, під час якого гурт виконав на біс, в оригінальному вигляді, попурі з пісень рок-н-ролу («Rock 'n Roll Medley»), хоча окремі пісні з нього (найчастіше «Jailhouse Rock») продовжували грати в пізніших турах.

### News of the World

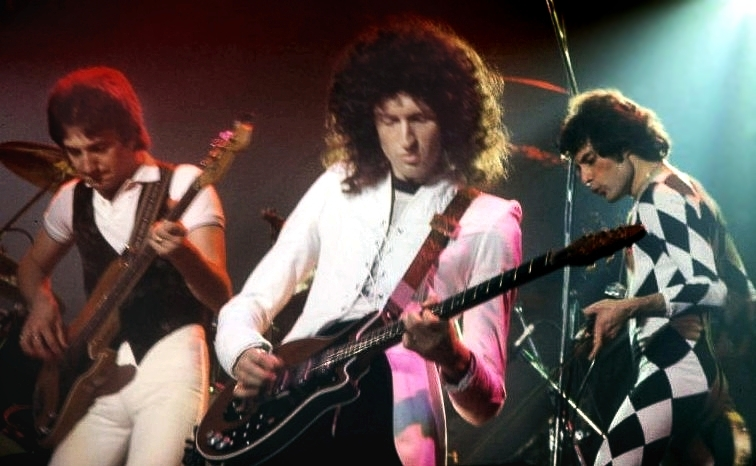
«Queen» на концерті в Нью-Гейвені, США, під час «News of the World Tour», 1977 рік

«Queen» почали світовий тур на підтримку альбому «News of the World» в США наприкінці 1977 року, а в Європі — на початку 1978 року. Під час туру вперше виконали пісні «We Will Rock You» і «We Are the Champions», написання яких багато в чому було натхненне репутацією «Queen» серед публіки на концертах. Ці дві пісні використали як перший виклик гурту публікою на біс під час цього туру, за якими виконували пісні «Sheer Heart Attack» і «Jailhouse Rock». Пізніше, практично кожен концерт «Queen», закінчувався «We Will Rock You» і «We Are the Champions». Версія «We Will Rock You» в швидкому темпі, яка ніколи офіційно не виходила в студійному альбомі, стала вступною піснею для цього туру й багатьох наступних. Можливо, у відповідь на «вибух» тодішньої популярності стилю панк, Мерк'юрі регулярно поводився деструктивно на сцені під час виконання «Sheer Heart Attack» в кінці концерту. Саме в цьому турі, до сет-листа вперше потрапила пісня «I'm in Love with My Car», в якій Тейлор, крім гри на ударних, виконував вокал. Це був також перший раз, коли пісню «Love of My Life» виконували наживо як перероблену акустичну версію, що майже миттєво стало основним моментом концерту. Шанувальники часто брали під контроль виконання головного вокалу цієї пісні, тоді як Мерк'юрі керував залом як хором. Щоб звільнити місце для нового матеріалу, більшість пісень з перших двох альбомів «Queen» виключили.

### Jazz

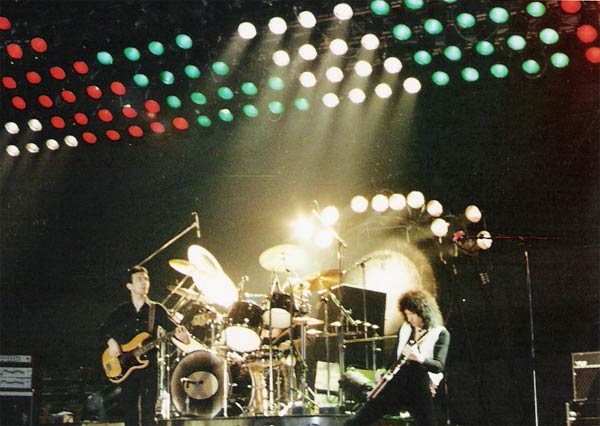
«Queen» на концерті в Ганновері, Німеччина, під час «Jazz Tour», 1979 рік

Під час виснажливого туру на підтримку альбому «Jazz» по США наприкінці 1978 року і на початку 1979 року Європою та Японією, було записано більшість європейських концертів, які потім об'єднали для створення подвійного альбому «Live Killers». У цьому турі було представлено освітлювальну установку «Pizza Oven», що складалася з 320 ламп, встановлених на масивній рухомій установці, яка висіла над гуртом. Вона отримала прізвисько «Піч для піци» («Pizza Oven») через величезну кількість тепла, яке генерувало її світло. Представляючи пісню «Death on Two Legs», Мерк'юрі часто сильно лаявся на попередніх менеджерів гурту, що було продубльовано в концертному альбомі. У цьому турі Мерк'юрі почав носити повністю шкіряні та вінілові костюми замість гламурних трико (які привернули публічну насмішку від Роба Гелфорда з гурту «Judas Priest») і, відповідно до теми їх останніх синглів «Bicycle Race» і «Fat Bottomed Girls», іноді на сцені з'являлася група напівоголених жінок, що їздили на велосипедах. Деяким спостерігачам здавалося, що «секс-тему» свідомо інтегрували в концерт. Саме в цьому турі вперше з'явилося знамените скандування з аудиторії "Браян-Браян". Ще однією несподіваною особливістю багатьох концертів — стало прохання про виконання, здавалося б, непримітної пісні «Mustapha» від численних глядачів. У цьому турі Мерк'юрі співав тільки перші кілька барів а капела, як в альбомній версії, згодом гурт виконував пісню повністю в наступних кількох турах. На японських концертах гурт виконував пісню «Teo Torriatte», де Мей грав на піаніно.
Під час 15-денного японського етапу цього туру Мерк`юрі мав різні труднощі зі своїм голосом, що було чутно на декількох бутлегах цього етапу туру. Один з п'яти концертів в «Nippon Budokan» в Токіо 23 квітня 1979 року виявився вокально особливо складним концертом для Фредді.

### Crazy Tour
Короткий «Crazy Tour» наприкінці 1979 року, якому передував тільки випуск добре продаваного синглу, але не альбому, продемонстрував Мерк'юрі з коротким волоссям, а ще то був перший раз, коли Мерк'юрі грав на сцені на акустичній гітарі (тобто пісню «Crazy Little Thing Called Love»). Гурт, як правило, скасовував виконання на концертах пісні «Brighton Rock» у цьому і майбутніх турах, так гітарне соло Мея (яке з'явилося з пісні «Son and Daughter») фактично стало самостійним виступом. У деяких концертах Мерк'юрі з'являвся на сцені перед закриттям виступу, сидячи на плечах Супермена або Дарта Вейдера, хоча це спричиняло певні незначні проблеми з авторським правом. Через велику кількість невеликих майданчиків, що були у цьому турі, дорожня команда часто стикалася з проблемами під час будівництва сцени для гурту, і тому, сцени, а іноді й самі майданчики, довелося істотно змінювати. Одним з примітних виступів в цьому конкретному турі була участь на Концерті для жителів Кампучії в Лондоні, який проходив в День подарунків, його також знято на відео. Цей тур також показав одні з найкращих живих вокалів Фредді за концертну кар'єру «Queen».

## 1980-ті роки

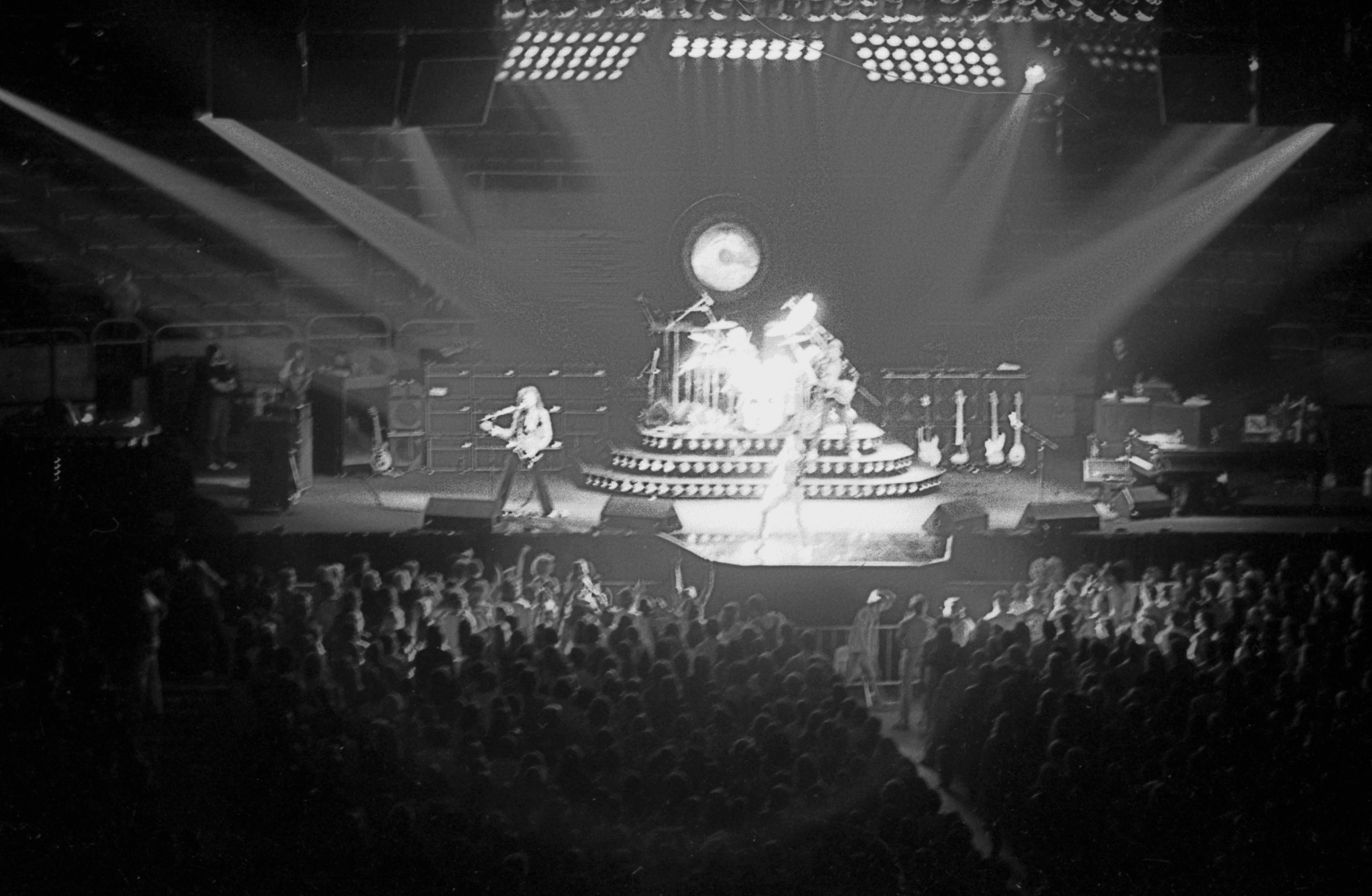
«Queen» на концерті в Окленді, США, під час «The Game Tour», 1980 рік

### The Game Tour
Тур на підтримку альбому «The Game» у 1980 році збігся з тим, що «Queen» стали найпопулярнішими серед інших гуртів завдяки масовим продажам їх останнього альбому як у США, так і за їх межами. Одним з сюрпризів для багатьох відвідувачів концерту стали пишні вуса, які відростив Мерк'юрі. Також сценічні костюми Мерк'юрі виявилися звичайнішими та менш яскравими (наприклад, футболки й спортивне взуття), ніж у попередніх турах. Більш того, гурт, і особливо Мерк'юрі, підкреслювали фанкове і денсове звучання при виконанні пісень «Another One Bites the Dust» і «Dragon Attack», хоча багато з їхніх відданих шанувальників хард-року були досить байдужі до цих стилів. Слід зазначити, що невелика добірка матеріалів з альбому «Flash Gordon» також ввійшла до списку пісень концертів.
«The Game Tour» у 1981 році ознаменував собою відкриття гуртом практично невикористаних рубежів для виконання живої рок-музики. У цьому випадку «Queen» вирушили в короткий, але яскравий тур Південною Америкою, що охоплював кілька концертів на найбільших футбольних стадіонах світу. Жоден зі знаменитих рок-гуртів ніколи серйозно не гастролював у цьому регіоні земної кулі. Продажі альбомів «Queen» в Південній Америці були досить високими від початку кар'єри гурту, що послужило основним джерелом натхнення для туру. В цілому, «Queen» зіграли для близько 700 000 осіб всього за 13 концертів. Під час виступів в Ріо-де-Жанейро, в Бразилії, виступ гурту встановив світовий рекорд, як найбільш високооплачуваний концерт, з аудиторією у 250 000 осіб. Примітною подією стала поява на сцені в Аргентині разом з гуртом зірки футболу Дієго Марадони. Деякі з концертів було знято, два канадських концерти в Монреалі було знято й випущено як відео «We Will Rock You» і пізніше на DVD (але іноді їх називають просто «Live in Concert»). У цю епоху Мерк'юрі з'являвся на сцені голим, в одних лише білих штанів. Продюсер відео Сол Свіммер попросив «Queen» одягати один і той же одяг в обидві ночі. Однак, гурт був злий на продюсера, тому проігнорував це прохання, постійно змінюючи одяг впродовж двох вечорів. Це підтвердив Браян Мей в коментарі до DVD «Queen Rock Montreal».
Цей був також останній тур, в якому «Queen» виступали без додаткових музикантів, співаків або мінусівки. Хоча вихідний сигнал всіх мікрофонів учасників гурту можна було подвоїти в режимі «реального часу», створивши до 32 голосів, єдиною частиною яка відтворювалася зі стрічки — завжди була оперна секція «Bohemian Rhapsody», під час гри якої гурт знаходився за лаштунками.

### Hot Space Tour

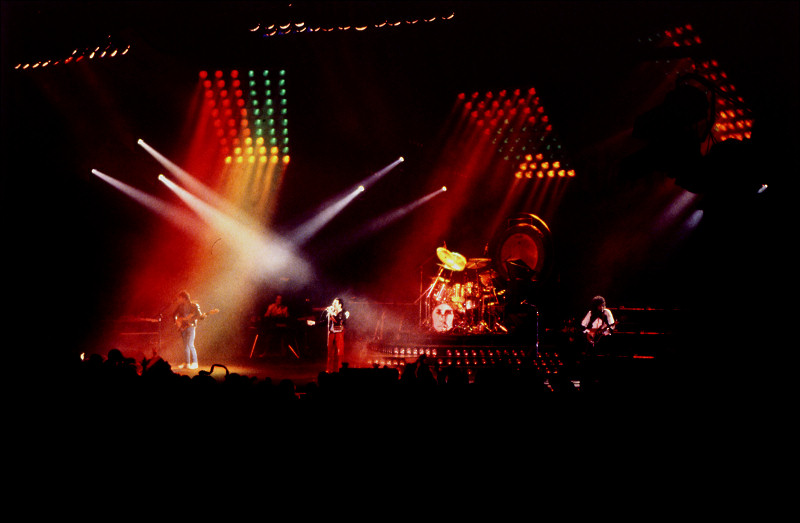
«Queen» на концерті в Драмменсхаллені, Норвегія, під час «Hot Space Tour», 1982 рік

«Hot Space Tour» 1982 року провели після випуску спірного студійного альбому («Hot Space»). Примітним виступом туру став концерт просто неба в «Milton Keynes Bowl» біля Нортгемптона, який вийшов на домашньому відео кілька років по тому. Для багатьох любителів концертів, звучання гурту, а також вокальні виступи Мерк'юрі тепер мали характерний соул- і фанк-тон. Особливістю стало те, що це був тур, в якому «Queen» почали користуватися на сцені послугами іншого музиканта та клавішника. З цього моменту електронні клавішні стали відмінною рисою концертного звучання «Queen», хоча гра Мерк'юрі на піаніно все ще залишалася. У майбутніх турах пісні з альбому «Hot Space» не використовували, тільки «Staying Power» виконували на деяких концертах на початку наступного туру. Винятком була лише «Under Pressure», яка стала тривалим доповненням до сет-листа виступів. Під час гастролей гурт виконав наживо дві пісні, а саме «Crazy Little Thing Called Love» (з альбому «The Game») разом з «Under Pressure» в американському телешоу «Суботнього вечора в прямому ефірі». Також зняли один з концертів в Японії, хоча він не мав міжнародного релізу. Однак деякі відеоматеріали з концерту в Японії, а також кадри з австрійського концерту, є у продажу. «Hot Space Tour» став останнім туром «Queen» в Америці.

### The Works Tour
«The Works Tour» 1984/1985 років був одним з найбільших турів «Queen» і охоплював фестиваль «Rock in Rio» в Бразилії, де вони виступили на сцені о другій годині ночі перед 470 000 осіб в першу ніч та 250 000 у другу ніч. Видання «Boston Globe» назвало це «зачаровуючим виступом». Вибіркові основні моменти обох ночей виступів були випущений на VHS з назвою «Queen: Live in Rio», а потім були показані на каналі «MTV» в США. У квітні та травні 1985 року «Queen» завершили «The Works Tour» з аншлаговими концертами в Австралії і Японії.
Боб Гелдоф про виступ «Queen» на «Live Aid».

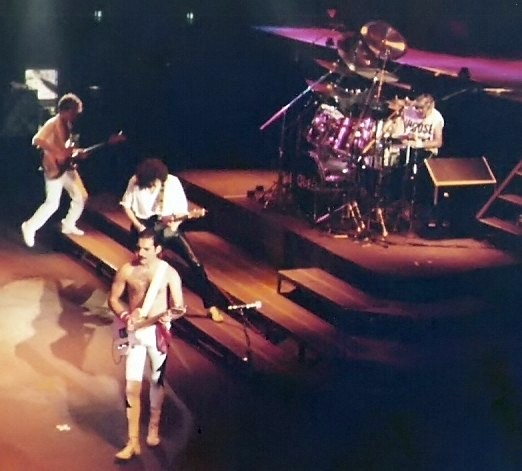
«Queen» на концерті у Франкфурті, Німеччина, під час «The Works Tour», 1984 рік

Тур став першим разом, коли «Queen» не виступали в Північній Америці. Відсутність виступів в США вважають дивною, враховуючи, що приблизно в цей час Мерк'юрі почав жити в Нью-Йорку. Альбом частково записали в Лос-Анджелесі, і «Queen» змінили свій американський лейбл з «Elektra» на «Capitol». Ходили чутки, що повномасштабний тур по США занадто сильно напружує голос Мерк'юрі. Як репортажі в ЗМІ (наприклад, що висвітлювали концерти на стадіоні «Вемблі»), так і записи-бутлеги впродовж всього туру показували, що Мерк'юрі іноді мав проблеми з голосом. Зазвичай Мерк'юрі одягав трико, яке нагадувало його вбрання 1970-х років. Утім, згідно з незвичайним відео, в низці випадків він з'являвся як камео, одягнений або частково одягнений, коли виконував пісню «I Want to Break Free». Це іноді отримувало змішане прийняття. Зал відтворив синхронізоване плескання в долоні, яке з'являлося у відео до «Radio Ga Ga» під час приспівів цієї пісні. У цьому турі гурт повернув частину пісень з перших трьох альбомів в сет-лист як частину попурі-«спогадів». Гітарист Рік Парфітт з гурту «Status Quo» також з'явився на сцені разом з гуртом під час одного з їхніх лондонських концертів, а вокаліст Тоні Хедлі з гурту «Spandau Ballet» з'явився на сцені разом з гуртом під час їхнього єдиного новозеландського концерту.
Під час туру «Queen» взяли участь у двох музичних фестивалях у швейцарському Монтре (виступали у 1984-му і 1986 роках). Там вони під фонограму виконали невелику добірку своїх останніх пісень. Це здивувало багатьох глядачів, оскільки гурт часто виступав проти такого стилю виконання. Концерти знімали, а потім транслювали для мільйонів людей по всій Європі. Для їх шанувальників було очевидно, що гурт, а також деякі члени аудиторії, були дезорієнтовані й дещо збентежені цими «фальшивими» виступами.
Виступи 1984 року в Сан-Сіті, Південна Африка, викликали на адресу гурту багато критики. Хоча, багато відомих артистів, що виступали на цьому курорті, розташованому в метеоритному кратері як до, так і після «Queen» згодом не критикували за це. Однак, незабаром після того, як гурт там виступив, міжнародне засудження апартеїду, що відбувався у цій країні, досягло найвищої точки. Багато гуртів-активістів, зокрема група музикантів під назвою «Артисти, об'єднанні проти апартеїду», публічно засудили «Queen» за їх виступи на цьому курорті. Щоб спробувати заспокоїти обурення активістів, «Queen» офіційно опублікували заяву про те, що вони не хочуть заохочувати «расові забобони».

### Live Aid
Виступ на концерті «Live Aid» на стадіоні «Вемблі» 1985 року часто вважають найвидатнішим виступом «Queen» наживо. Їхній сет-лист тривав 21 хвилину і складався з «Bohemian Rhapsody» з дещо прискореним виконанням тексту (секція балади і гітарне соло), «Radio Ga Ga» (виконували глядачі), «Hammer to Fall», «Crazy Little Thing Called Love», «We Will Rock You» (1-й куплет) і «We Are the Champions». Пізніше Мерк'юрі та Мей повернулися на сцену, щоб виконати версію пісні «Is This the World We Created...?». Гурт не мав інтересу до виступу, коли до них вперше звернувся організатор концерту Боб Гелдоф, але визнання, яке вони отримали після виступу, спонукало їх колективно написати пісню «One Vision», яку потім випустили як сингл.

### The Magic Tour
«The Magic Tour» 1986 року став останнім туром «Queen» з вокалістом Фредді Мерк'юрі та бас-гітаристом Джоном Діконом. На це вказувало те, що тур не виходив за межі Європи та охоплював виступи на стадіоні «Вемблі» в Лондоні (де для «розігріву» публіки, перед появою «Queen», виступали гурти «INXS», «The Alarm» і «Status Quo»), а також один концерт в Будапешті, Угорщина. Одне з разючих зображень Мерк'юрі з концерту на «Вемблі» згодом регулярно використовували в рекламних цілях (наприклад, плакат для концерту пам'яті Фредді Мерк'юрі, меморіальна статуя в Монтре, обкладинка альбому «Greatest Hits III», музичні рекламні щити). Протягом усього туру Мерк'юрі регулярно виступав з імпровізованими заявами на сцені, які спростовували чутки про те, що «Queen» збираються розпастися. Коли в кінці кожного концерту через систему PA виконували композицію «God Save the Queen», на сцену виходив Мерк'юрі в копіях королівського плаща і корони. Після цього туру «Queen» визнали одним з перших рок-гуртів, що використовував великогабаритний екран (або «Jumbotron») на живих концертах. Багато концертів було записано, і незабаром після цього випущено сильно відредагований альбом «Live Magic». Так само й концерт в Будапешті вийшов як відео «Live In Budapest» (вийшов на DVD, Blu-ray і CD як «Queen Hungarian Rhapsody: Live In Budapest» в листопаді 2012 року), а один з концертів на «Вемблі» вийшов як альбом «Live At Wembley» на CD і відео на DVD багато років по тому. Фінальний концерт туру відбувся 9 серпня 1986 року у Кнебворті-Парку в Англії (зі «Status Quo» на «розігріві»), в ньому взяло участь близько 200 000 осіб.
Незабаром після завершення «The Magic Tour» вийшов фільм «Чарівні роки» з трьох частин, в якому були кадри з різних живих виступів. Далі вийшла добірка, яка повністю складалася з «живих» матеріалів виступів гурту у вигляді відео «Rare Live — A Concert Through Time and Space». Однак жодне з цих відео не перевидавали на DVD донині. Останніми альбомами, що вийшли за життя Мерк'юрі, стали «The Miracle» (1989), «Innuendo» (1991) і «Greatest Hits II» (1991), і жодних турне не планували. Згідно з книгою «Мерк'юрі і я», Фредді поставили діагноз СНІД наступного року після «The Magic Tour» (тобто, 1987 рік), що може пояснити, чому гурт так різко припинив гастролі. Однак Тейлор створив гурт «The Cross», який випустив три студійні альбоми. Пісні з них зіграли на кількох «живих» концертах, де Тейлор був вокалістом і ритм-гітаристом, а не барабанщиком. Не вийшло жодного живого запису, хоча існують деякі бутлеги.

## 1990-ті роки
В 1990-х роках «Queen» не давали жодних концертів у своєму первинному складі. Після смерті Фредді Мерк'юрі в листопаді 1991 року «Queen» організували концерт його пам'яті («The Freddie Mercury Tribute Concert») у квітні 1992 року на стадіоні «Вемблі». Три учасники гурту, що залишилися (в одному з небагатьох концертів, які вони зіграли разом після смерті Мерк'юрі) і безліч спеціальних гостей влаштували довгий та емоційний виступ, оголошений як «Концерт для обізнаності щодо СНІДу» (а також як «Концерт заради життя»), який транслювався по всьому світу. «Queen» з'являлися тільки час від часу після концерту. Не на всіх виступах фігурували всі три останні члени. Востаннє, коли всі три члени «Queen» виступили на сцені, було в січні 1997 року в Парижі у Франції на світовій прем'єрі заходу «Балет заради життя» Моріса Бежара. До тріо приєдналися Спайк Едні (на клавішних та бек-вокалі) і Елтон Джон, який виконував вокал. Вони виконали тільки одну пісню, а саме «The Show Must Go On», що була однією з двох пісень, які вони виконали разом на «The Freddie Mercury Tribute Concert». ТО була остання відома поява Джона Дікона на сцені.
| Дата              | Місто    | Країна  | Арена                        | Коментарі                                               |
| ----------------- | -------- | ------- | ---------------------------- | ------------------------------------------------------- |
| 20 квітня 1992    | Лондон   | Англія  | Wembley Stadium              | The Freddie Mercury Tribute Concert                     |
| 18 серпня 1993    | Мідхарст | Англія  | Cowdray Park                 | На фестивалі виступили тільки Тейлор і Дікон            |
| 17 січня 1997     | Париж    | Франція | Theatre National de Chaillot | Queen + Елтон Джон, останній виступ Джона Дікона        |
| 25 листопада 1999 | Лондон   | Англія  | Brixton Academy              | Мей і Тейлор виступили на концерті гурту «Foo Fighters» |

## 2000-ті роки
Після смерті Фредді Мерк'юрі та відходу з гурту Джона Дікона, Мей і Тейлор продовжували проводити спорадичні живі виступи на додаток до їхньої довготривалої співпраці з Полом Роджерсом.
Разові виступи
| Дата              | Місто        | Країна          | Місце                      | Коментарі                                                                               |
| ----------------- | ------------ | --------------- | -------------------------- | --------------------------------------------------------------------------------------- |
| 9 липня 2000      | Лондон       | Англія          | Hyde Park                  | Queen + Five                                                                            |
| 27 вересня 2000   | Лондон       | Англія          | Millennium Dome            | Queen + Five                                                                            |
| 19 березня 2001   | Нью-Йорк     | США             | Waldorf Astoria Hotel      | Включення до Залі слави рок-н-ролу                                                      |
| 24 листопада 2001 | Лондон       | Англія          | Ocean Club                 | Концерт фан-клубу присвячений 10-річчю смерті Мерк'юрі                                  |
| 30 квітня 2002    | Амстердам    | Нідерланди      | Museum Square              | Урочистості з нагоди Дня народження королеви Нідерландів                                |
| 14 травня 2002    | Лондон       | Англія          | Astoria Theater            | Гра у мюзиклі «We Will Rock You»                                                        |
| 3 червня 2002     | Лондон       | Англія          | Buckingham Palace          | Ювілей королеви                                                                         |
| 18 жовтня 2002    | Лос-Анджелес | США             | Club 1650                  |                                                                                         |
| 16 листопада 2002 | Лондон       | Англія          | Children in Need           | Гра в мюзиклі «We Will Rock You»                                                        |
| 14 травня 2003    | Лондон       | Англія          | Billingsgate Market        |                                                                                         |
| 27 травня 2003    | Модена       | Італія          | Parco Novi Sad             | Виступ з Лучано Паваротті і Дзуккеро                                                    |
| 12 червня 2003    | Нью-Йорк     | США             | Marriott Marquis Hotel     | Включення до Зали слави піснярів                                                        |
| 7 серпня 2003     | Мельбурн     | Австралія       | Regent Theatre             | Гра в мюзиклі «We Will Rock You»                                                        |
| 29 листопада 2003 | Кейптаун     | Південна Африка | Green Point Stadium        | Благодійний концерт «46664»                                                             |
| 8 вересня 2004    | Лас-Вегас    | США             | Paris Hotel                | Гра в мюзиклі «We Will Rock You»                                                        |
| 9 жовтня 2004     | Сідней       | Австралія       | Lyric Theatre              | Гра в мюзиклі «We Will Rock You»                                                        |
| 16 жовтня 2004    | Москва       | Росія           | Великий кремлівський палац | Нагородження Russian Music Awards, гра в мюзиклі «We Will Rock You»                     |
| 11 листопада 2004 | Лондон       | Англія          | Hackney Empire             | Включення до Зали слави                                                                 |
| 12 грудня 2004    | Кельн        | Німеччина       | Flora                      | Гра в мюзиклі «We Will Rock You»                                                        |
| 12 січня 2005     | Лондон       | Англія          | Dominion Theatre           | Гра в мюзиклі «We Will Rock You»                                                        |
| 17 червня 2006    | Лондон       | Англія          | Hyde Park                  | Виступ на концерті гурту «Foo Fighters»                                                 |
| 5 вересня 2006    | Лондон       | Англія          | Dominion Theatre           | Святкування 60-річчя з Дня народження Фредді Мерк'юрі, гра в мюзиклі «We Will Rock You» |

### Queen + Paul Rodgers Tour

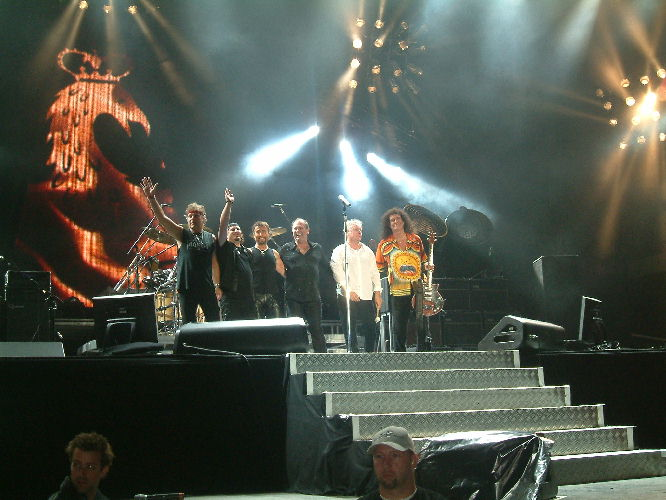
«Queen + Paul Rodgers» на концерті в Кельні, Німеччина, під час «Queen + Paul Rodgers Tour», 6 липня 2005 року

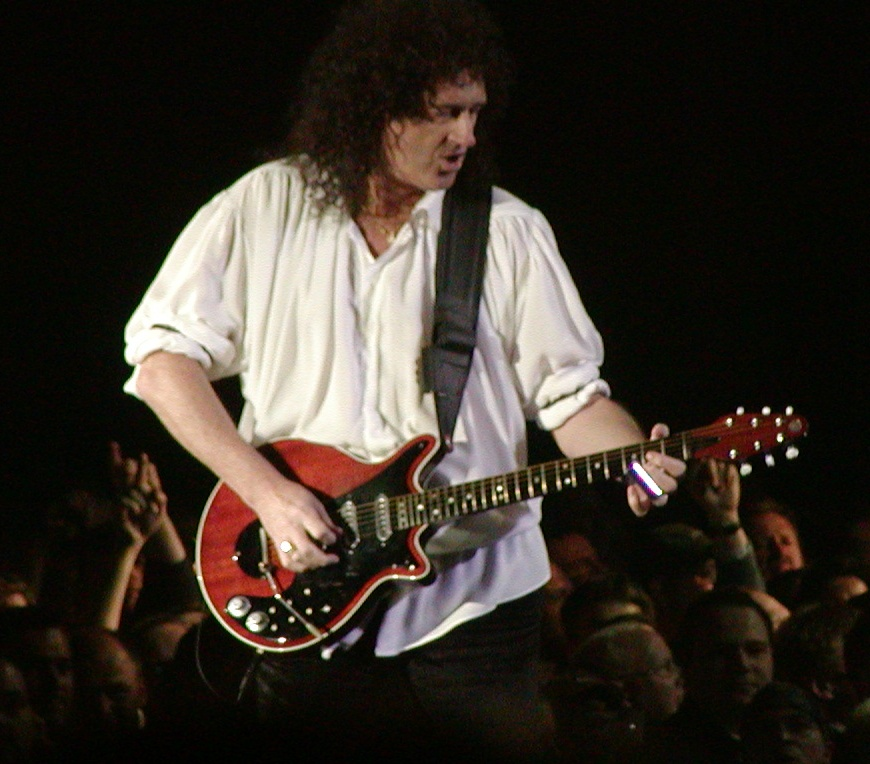
Виступ Браяна Мея під час «Queen + Paul Rodgers Tour»

«Queen + Paul Rodgers Tour» — був світовим концертним туром «Queen», за участю гітариста Браяна Мея і барабанщика Роджера Тейлора, до якого приєднався співак Пол Роджерс, цей проєкт об'єднання отримав назву «Queen + Пол Роджерс». Тур був першим з часів «The Magic Tour» у 1986 році та смерті вокаліста Фредді Мерк'юрі в листопаді 1991 року. Барабанщик гурту Роджер Тейлор прокоментував це так: «Ми ніколи не думали, що знову поїдемо в тур, Пол (Роджерс) зустрівся нам випадково і ми побачили, що між нами є взаєморозуміння. Пол просто великий співак, він не намагається бути Фредді». Басист Джон Дікон також не брав участі у турі, через вихід на пенсію у 1997 році, проте він дав цій справі своє благословення.
Витоки співпраці починають свій відлік із концерту «Fender Strat Pack» у 2004 році, де виступав Браян Мей. Вперше він приєднався до Пола Роджерса під час виконання легендарної композиції гурту «Free» «All Right Now». Після цього Браян заговорив про взаєморозуміння між ними двома. Слідом за цим Браян запропонував Полу грати з «Queen» на церемонії включення гурту до Британського музичного залу слави. Згодом, перебуваючи у душевному піднесенні, усі троє оголосили, що вони проведуть спільний тур у 2005 році. Спочатку планувався тур лише Європою та участь у концерті «46664», однак наприкінці європейського туру, було заплановано концерти у США та Японії. Таким чином у 2006 році гурт провів повномасштабний тур по США, проте із дуже низькою глядацькою відвідуваністю.
Проєкт сцени для туру був якнайпростішим, зокрема не було великих задніх екранів, що у майбутньому використовували у «Rock the Cosmos Tour», та складних театральних помостів. Велика додаткова сцена вела від основної у напрямку до глядачів, та часто використовувалася для акустичних виступів усіх членів гурту. Шоу розпочиналося із пісні Eminem «Lose Yourself», що відтворювалася на гучномовцях, та танцювального реміксу пісні «Queen» «It's A Beautiful Day». Під кінець «Lose Yourself» з-за великої задньої завіси, що ховала гурт від глядачів, ставало чутно гру гітари, а згодом з'являвся Пол Роджерс, співаючи скорочений варіант «Reachin' Out». Багато шанувальників гурту вважали цю пісню новою, хоча насправді це була пісня, яку Браян і Пол грали разом у 1990-х на благодійних виступах. Пізніше з'являвся Браян, виконуючи вступний риф (остинато) «Tie Your Mother Down», потім завіса падала, а гурт продовжував виконувати цю пісню до кінця.
Перша частина концерту складалася переважно із хітів «Queen» та деяких пісень Роджерса. Як вступ до «Fat Bottomed Girls», Браян грав вступний риф із ранньої композиції «Queen» «White Man». Роджерс часто використовував техніку «глушіння долонею» при виконанні «Crazy Little Thing Called Love». В акустичній частині концерту, Тейлор залишає ударну установку, щоб заспівати «Say It's Not True» («Скажи, це неправда») на додатковій сцені, а Браян там же грав акустичні пісні «Queen», такі як «Love of My Life» та «'39». На концерті у Гайд-парку, пісню Джона Леннона «Imagine» додали до списку виконання та зіграли після «Love of My Life», як відповідь на вибухи в Лондоні 7 липня 2005 року. Також виконували унікальну версію «Hammer To Fall», яка мала повільніший і глибший перший куплет, що співали Мей і Роджерс. Другу половину пісні співав як увесь гурт, так і Роджерс самостійно. Іноді Роджерс, залежно від стану свого голосу, лишав виконання цієї пісні Тейлорові. Тейлор часто грав дуже складний кавер Сенді Нелсона на ударних «Let There Be Drums», а потім виконував головну вокальну партію в «I'm In Love With My Car», граючи при цьому на ударній установці.
А після зазвичай йшло гітарне соло Мея, гурт грав інструментальну п'єсу «Last Horizon» («Останній горизонт»), використовували велику кулю з дзеркалами. У другій половині концерту, Тейлор залишав свої інструменти й співав «These Are The Days Of Our Lives», а на екрані показували ностальгічні кадри, зокрема кадри з раннього турне гурту в Японію. Далі йшла пісня «Radio GaGa», в якій Тейлор співав перший і другий куплет, а партію ударника відтворювали під керівництвом Едні зі студійної версії. До кінця пісню співав Роджерс, а Тейлор грав наживо на барабанах. Під час «Bohemian Rhapsody» використовували вокал та гру на фортепіано Фредді, й показували запис виступу «Queen» 1986 року на стадіоні «Вемблі», тоді як решта гурту грали наживо. Після оперної частини Роджерс співав частину важкого металу, а завершальні рядки виконували як перекличку дуетом між Роджерсом та Мерк'юрі. Пісню завершував поклін Мерк'юрі перед публікою, і гурт йшов зі сцени. На біс грали здебільшого жорстку вервечку з «The Show Must Go On», «All Right Now», «We Will Rock You» та «We Are The Champions», й гурт покидав сцену остаточно, а Тейлор жбурляв свої палички глядачам.

### Rock The Cosmos Tour
«The Rock The Cosmos Tour» був другим і останнім концертним туром проєкту «Queen + Пол Роджерс», в рамках якого вони просували свій єдиний студійний альбом «The Cosmos Rocks». Дата відкриття була записана для випуску DVD, який вийшов 15 червня 2009 року. Тур охоплював один з найбільших концертів просто неба у Харкові, який зібрав 350 000 осіб. Протягом усього туру, вони зіграли для одного мільйона глядачів.